# Großsteingrab Holmgård (Lille Lyngby Sogn)
Das Großsteingrab Holmgård ist eine megalithische Grabanlage der jungsteinzeitlichen Nordgruppe der Trichterbecherkultur im Kirchspiel Lille Lyngby in der dänischen Kommune Hillerød.

## Lage
Das Grab liegt südwestlich von Store Lyngby auf einem Feld. In der näheren Umgebung gibt bzw. gab es zahlreiche weitere megalithische Grabanlagen.

## Forschungsgeschichte
1857 wurde die Grabkammer der Anlage zerstört. Im Jahr 1887 führten Mitarbeiter des Dänischen Nationalmuseums eine Dokumentation der Fundstelle durch. Eine weitere Dokumentation erfolgte 1989 durch Mitarbeiter der Forst- und Naturbehörde.

## Beschreibung

### Architektur
Die Anlage besitzt eine ost-westlich orientierte rechteckige Hügelschüttung mit einer Länge von 19 m, einer Breite von 14 m und einer Höhe von 0,75 m. Eine steinerne Umfassung ist nicht erkennbar.
Der Hügel enthielt ursprünglich eine Grabkammer, die wohl als Dolmen anzusprechen ist. Sie hatte einen rechteckigen Grundriss und bestand aus vier Wandsteinen. Zur Orientierung und den Maßen liegen keine Angaben vor. Heute sind auf dem Hügel fünf große, gesprengte Steine zu erkennen, die keine Rückschlüsse auf das ursprüngliche Aussehen der Kammer zulassen.

### Funde
1857 wurden mehrere Gegenstände aus dem Grab geborgen: Ein Bruchstück eines schweren dicknackigen Steinbeils, ein dünnblattiges Feuerstein-Beil, ein Bruchstück eines weiteren Feuerstein-Beils und Abschläge aus Feuerstein. Das Steinbeil befindet sich heute im Dänischen Nationalmuseum, die anderen Gegenstände sind verschollen.